# Mersey

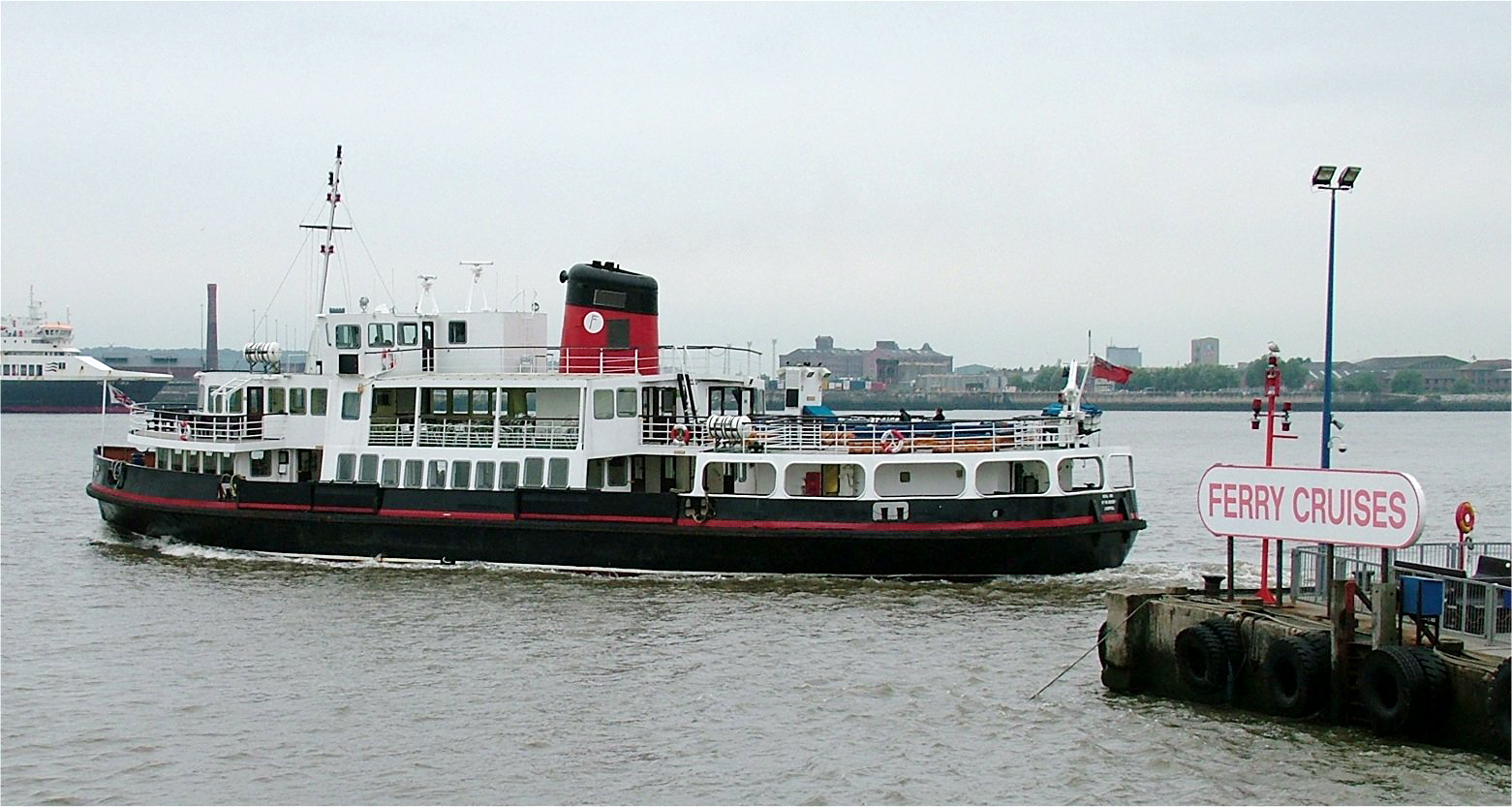
Merseyfärjan, juni 2006

Mersey (anglosaxiska Mǽres-ēa, gränsflod) är en flod i nordvästra England. Den har troligen fått sitt namn av att den var gränsflod mellan Mercia och Northumbria. Floden är cirka 100 kilometer lång och rinner ut i närheten av Liverpool.
Floden har tre bifloder: Etherow, Goyt och Tame, som flödar samman i närheten av Stockport.
Popgruppen Gerry and the Pacemakers hade en hit med låten Ferry Cross the Mersey.

## Populärkultur
- Floden har gett namn åt musikgenren Merseybeat.
- Låten Ferry Cross the Mersey med Gerry and the Pacemakers.
- Låten Mersey Paradise med The Stone Roses.